# برانچپورت (نیویورک)
برانچپورت (به انگلیسی: Branchport) یک منطقهٔ مسکونی در ایالات متحده آمریکا است که در شهرستان ییتس، نیویورک واقع شده‌است. برانچپورت ۲۲۶ متر بالاتر از سطح دریا واقع شده‌است.